# Ximango (bolo)

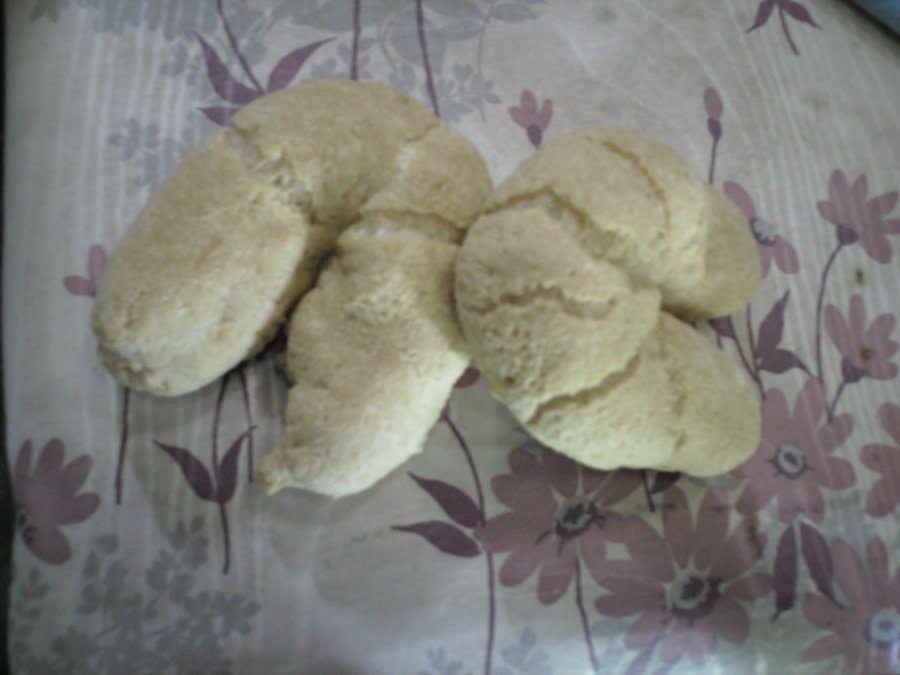
Ximangos em versão industrializada

Ximango é, em alguns lugares do sertão do Nordeste do Brasil, um tipo de bolo, feito com ovos, leite e fécula de mandioca. Possui diversos tipos de receitas, com tamanhos e formas variados. Os mais comuns são, no ximango caseiro, o formato arredondado. Nas versões industriais, feitas em padarias e indústrias de alimentos, os ximangos são dispostos em formato de V, como na fotografia.

## Ingredientes
Além da tapioca, que é previamente escaldada em água fervente, leva leite e ovos, sendo temperado com sal e erva-doce.